# Cebanico
Cebanico település Spanyolországban, León tartományban. Lakosainak száma 143 fő (2024).

## Földrajza
Cebanico Cubillas de Rueda, Cistierna, Prado de la Guzpeña, Valderrueda és Almanza községekkel határos.

## Népesség
A település lakosságának változását az alábbi diagram mutatja:
| Lakosok száma | 240  | 225  | 212  | 197  | 186  | 182  | 158  | 147  | 142  | 143  |
|               | 2001 | 2004 | 2007 | 2009 | 2012 | 2014 | 2017 | 2019 | 2022 | 2024 |